# Oballo
Oballo (en asturiano y oficialmente: Oubachu) es una parroquia del concejo de Cangas del Narcea, en el Principado de Asturias, España.